# Euphorbia obesa
Euphorbia obesa, és una espècie de planta suculenta dins la família euforbiàcia. És endèmica de Sud-àfrica a la Província del Cap. Té l'aspecte d'una pilota i és una planta ornamental. El seu diàmetre pot arribar a ser de 15 cm. La planta és dioica.

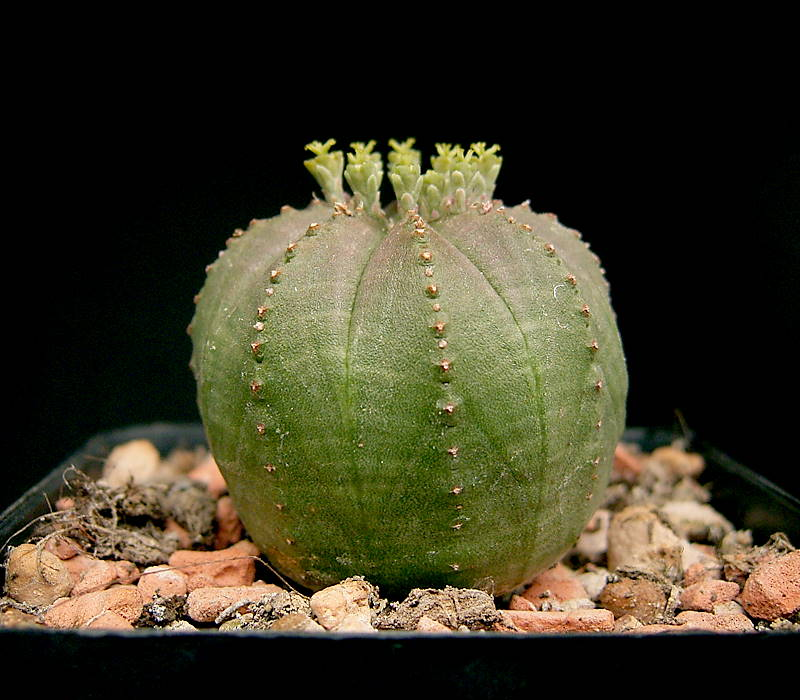
Amb flors femenines.

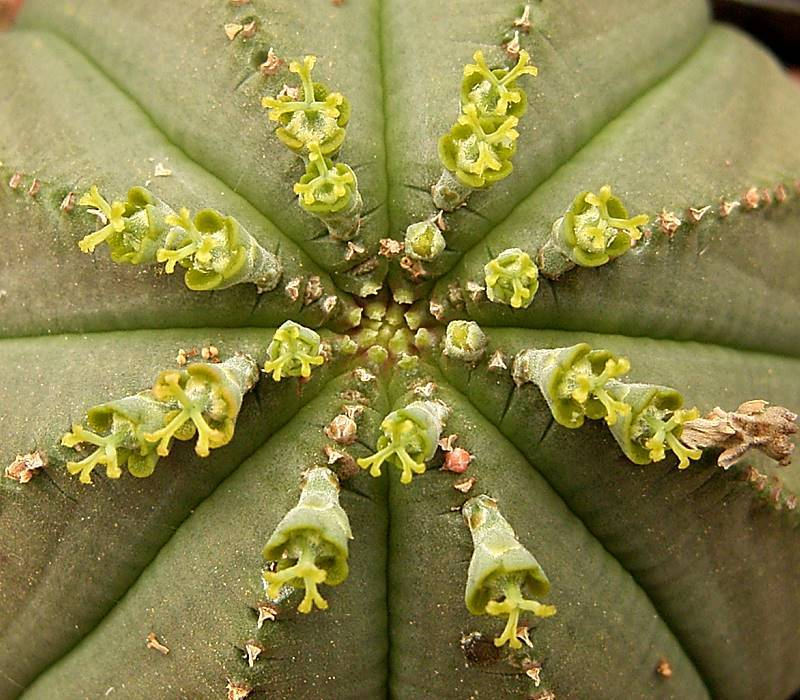
Detall dels ciatis

## Taxonomia
Euphorbia obesa va ser descrita per Joseph Dalton Hooker i publicat a Botanical Magazine 128: t.7888. 1903.
Etimología
obesa: epítet específic llatí que significa "gruixut"
Varietats
- Euphorbia obesa ssp. obesa
- Euphorbia obesa ssp. symmetrica A.C.White 1998